# Mutual Mèdica de Catalunya i Balears
Mutual Mèdica és una entitat asseguradora sense ànim de lucre, amb la raó social Mutual Médica de Catalunya i de Balears, Mutualitat de Previsió Social a Prima Fixa, que es va constituir el 18 de novembre de 1920 com a mutualitat de previsió social del Sindicat de Metges de Catalunya. Inicialment tenia dos rams de previsió, una "Secció d'Invalidesa" i una "Secció de Vida", per a donar protecció als metges en el cas de patir alguna incapacitat laboral, així com per a evitar que la família quedés desemparada en cas de defunció. L'any 1930 es varen ampliar les prestacions amb una secció per malalties i invalideses temporals anomenada "Trenta Primers Dies", i porteriorment una "Secció d'Orfanesa"
L'entitat va operar inicialment en l'àmbit de Catalunya i les Illes Balears, estenent a partir de 2002 la seva actuació a tot Espanya.
Actualment també s'ofereix com a alternativa al Règim Especial dels Treballadors Autònoms (RETA) de la Seguretat Social per a metges autònoms. Tot i que aquesta prestació estava limitada als metges de Catalunya i les Illes Balears, a partir de l'any 2007 es va ampliar a tot el territori espanyol. El Consell d'Administració està format per metges escollits en Assemblea General.
La seva seu és al Casal del Metge, situat a la Via Laietana, 31 de Barcelona. Aquest edifici fou encarregat pel Sindicat de Metges de Catalunya el 1930, i projectat pels arquitectes Adolf Florensa i Ferrer i Enric Catà i Catà. Es va inaugurar el 10 de desembre de 1932, i la Mutual n'és la propietària des de 1958. La fundació de la Mutual Mèdica, va tenir lloc a la Rambla de les Flors, número 16, segon pis, primera porta, domicili del Sindicat de Metges de Catalunya als anys 20.
El 1995 va rebre la Creu de Sant Jordi per la seva tasca de normalització lingüística del català en el col·lectiu mèdic.